# Chilenische Beachhandball-Nationalmannschaft der Frauen
Die chilenische Beachhandball-Nationalmannschaft der Frauen repräsentiert den chilenischen Handball-Verband als Auswahlmannschaft auf internationaler Ebene bei Länderspielen im Beachhandball gegen Mannschaften anderer nationaler Verbände.
Die Nationalmannschaft der Juniorinnen fungiert als Unterbau. Das männliche Pendant ist die Chilenische Beachhandball-Nationalmannschaft der Männer.

## Geschichte

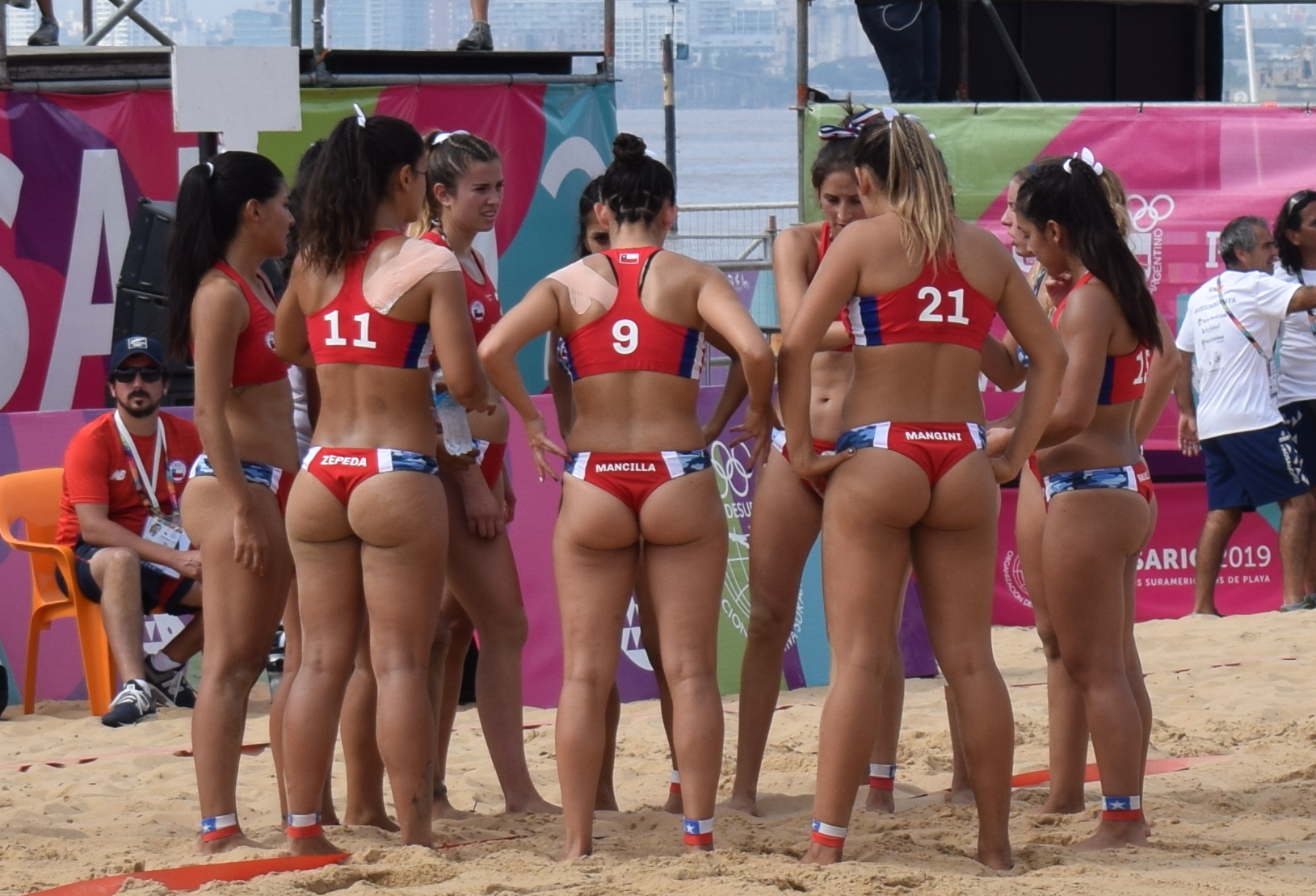
Die Mannschaft Chiles während einer Auszeit im Spiel gegen Argentinien bei den Südamerikanischen Beach Games 2019

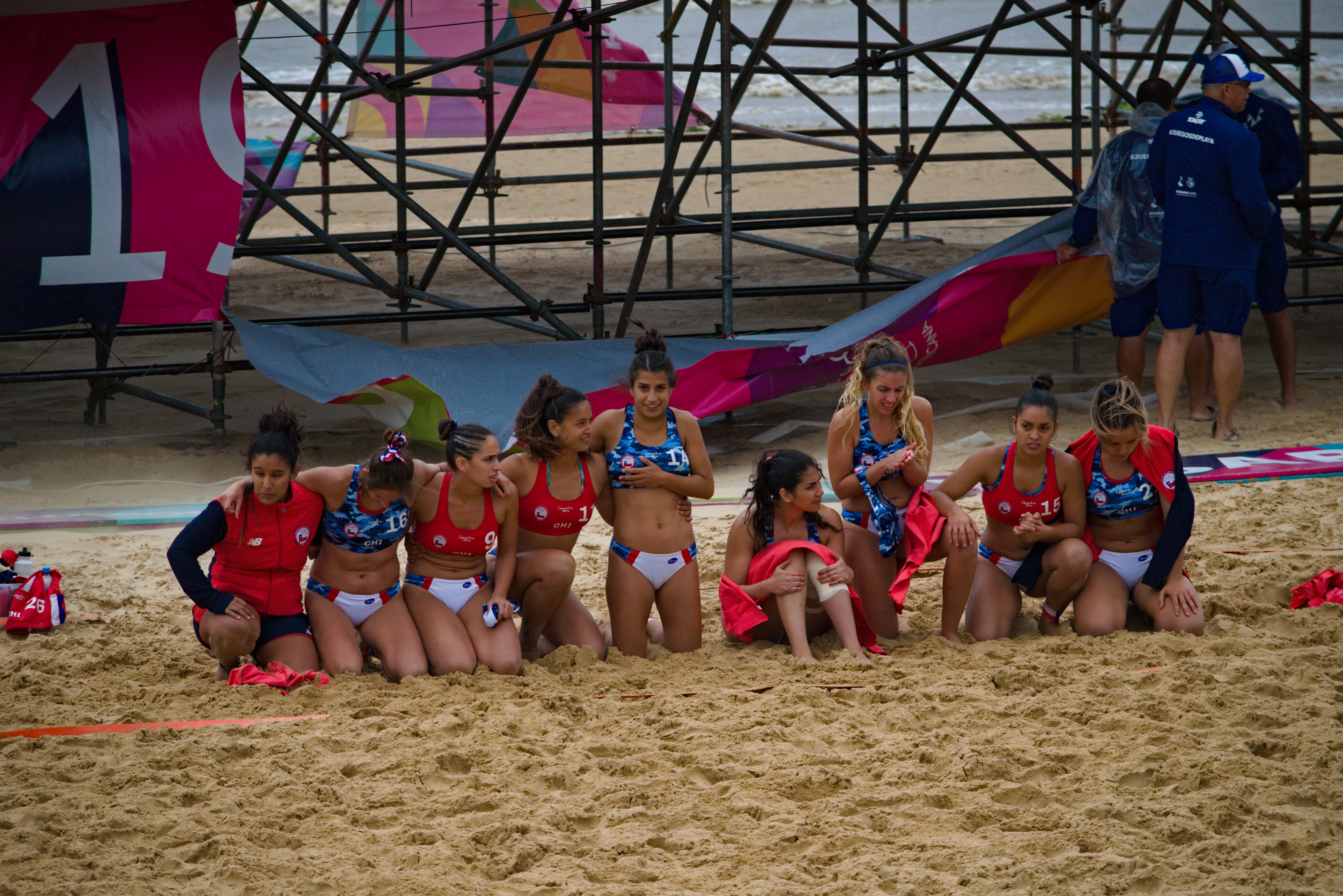
Die Mannschaft Chiles verfolgt den Shootout im Spiel um den fünften Platz gegen Kolumbien

Im Vergleich zu anderen Nationen Südamerikas stellte Chile, das in der Region eine vergleichsweise starke Mannschaft im Hallenhandball stellt, erst vergleichsweise spät eine Nationalmannschaft im Beachhandball der Frauen auf. Erst zu den Pan-Amerikanische Meisterschaften 2008 Montevideo wurde erstmals eine Nationalmannschaft zusammengestellt, die den fünften und letzten Platz belegte. Danach dauerte es bis zu den Juegos Bolivarianos de Playa 2014, dass erneut eine Mannschaft in ein Turnier entsandt wurde. In Vorbereitung auf die 2016 im heimischen Iquique nahm man schon zwei Jahre zuvor in Peru teil und platzierte sich beide mal vor Peru auf dem vorletzten Platz.
Die Heranführung an internationale Meisterschaften erfolgte zunächst eher langsam und bedächtig. Statt die Mannschaft in alle möglichen internationalen Meisterschaften zu schicken, sammelte sie oft Erfahrung in kleineren Turnieren oder Spielen gegen starke Mannschaften, die aber keine Nationalmannschaften waren. Dennoch erfolgten die Einsätze bei kontinentalen Meisterschaften seit den letztmals ausgetragenen Panamerika-Meisterschaften 2018 kontinuierlich. Nachdem sich auf Druck der Internationalen Handballföderation (IHF) im April 2019 die Pan-American Team Handball Federation (PATHF) auflöste und in den beiden Nachfolgeorganisationen Handballkonföderation Nordamerikas und der Karibik (NACHC beziehungsweise NORCA) und Süd- und mittelamerikanische Handballkonföderation (SCAHC beziehungsweise COSCABAL) aufging, verkleinerte sich die Konkurrenz für Chile um die internationalen Startplätze, auch wenn mit Brasilien, Argentinien, Uruguay und Paraguay starke bis übermächtige Gegner vorhanden sind. Bei den Panamerika-Meisterschaften wurde Chile Siebte und damit erneut Vorletzte Mannschaft des Turniers.
2019 startete die Mannschaft Chiles erstmals bei mehr als einer internationalen Meisterschaft. Zunächst nahm man erstmals an den South-American Beach Games in Rosario teil und konnte dieses Mal schon zwei andere Mannschaften hinter sich lassen. Im weiteren Jahresverlauf spielte das Team auch bei den ersten neuen Kontinentalmeisterschaften, den Süd- und Mittelamerikanische Meisterschaften, wurde aber hier als fünftplatzierte Mannschaft wieder nur Letzte. Nach einer längeren Pause aufgrund des eingestellten internationalen Spielbetriebes wegen der COVID-19-Pandemie spielte Chile erst wieder bei den drei Jahre später stattfindenden neuen Süd- und Mittelamerikameisterschaften 2022, wo das Halbfinale erreicht, Paraguay hinter sich gelassen und der vierte Rang belegt werden konnte.
Das folgende Jahr begann mit der erstmaligen Teilnahme an der im Vorjahr eingeführten Global Tour, deren amerikanisches Turnier 2023 im brasilianischen Maricá ausgetragen wurde. Hinter Brasilien, Argentinien, den USA und Mexiko blieb den Chileninnen hier nur der fünfte und damit letzte Platz.

## Teilnahmen
| World Games - 2001: keine Teilnahme - 2005: keine Teilnahme - 2009: nicht qualifiziert - 2013: nicht qualifiziert - 2017: nicht qualifiziert - 2022: nicht qualifiziert World Beach Games - 2019: nicht qualifiziert - 2023: | Weltmeisterschaften - 2001: abgesagt - 2004: nicht qualifiziert - 2006: nicht qualifiziert - 2008: nicht qualifiziert - 2010: nicht qualifiziert - 2012: nicht qualifiziert - 2014: nicht qualifiziert - 2016: nicht qualifiziert - 2018: nicht qualifiziert - 2020: qualifiziert, abgesagt - 2022: nicht qualifiziert | South-American Beach Games - 2009: keine Teilnahme - 2011: keine Teilnahme - 2014: keine Teilnahme - 2019: 5. - 2023: Juegos Bolivarianos de Playa - 2012: keine Teilnahme - 2014: 5. - 2016: 4. | Pan-Amerikanische Meisterschaften - 2004: keine Teilnahme - 2008: 5. - 2012: keine Teilnahme - 2014: keine Teilnahme - 2016: keine Teilnahme - 2018: 7. Süd- und Mittelamerikanische Meisterschaften - 2019: 5. - 2022: 4. | Global Tour - 2022: nicht eingeladen - 2023: 5. |

- PAM 2008: Paula  Cajas • Daniela Canessa • Andrea  Cisterna • Valeria Flores • Pamela Flores • Gabriela Mendoza • Paulina Sciaraffia • Maria Constanza Valenzuela • Pamela  Vera • Carolina Verdejo[6]

- BBG 2014: Ginger Belén Arancibia Pérez • Lucía Antonia Barrientos Canseco • Paula Ninoska Bermúdez Veneros • Isabel Cambiaso Muñoz • Camila Andrea Carvajal Contreras • Daniela Graciela Hermida Fahuas • Luna Paz Hernández Correa • Gabriela Paz Martínez Illanes • María Angélica Ponce Rojas • Catalina Francisca Vega Ivanovich[7]

- BBG 2016: María Eliana Apaza Sepúlveda • Paula Ninoska Bermúdez Veneros • Lidenka Andrea Cáceres Trigo • Camila Andrea Carvajal Contreras • Nataly Sofía Andrea García Falcón • Valentina Jesús Henríquez Herrera (TW) • Trinidad Isabel Ramírez Aliste • Sofía Fiorella Rojas Mangini • Mariana De Jesús Santa María Illanes • Nicole Zepeda Gaete[8]

- PAM 2018: Ljubitza Aguirre • Paula Ninoska Bermúdez Veneros • Camila Andrea Carvajal Contreras • Valentina Jesús Henríquez Herrera (TW) • Gabriela Mendoza (TW) • Trinidad Isabel Ramírez Aliste • Sofía Fiorella Rojas Mangini • Mariana De Jesús Santa María Illanes • Natalia Vidal • Nicole Zepeda Gaete

- SABG 2019: María Eliana Apaza Sepúlveda • Paula Ninoska Bermúdez Veneros • Pía Dominguez Alvear • Valentina Jesús Henríquez Herrera (TW) • Gabriela del Pilar Mancilla Dávila • Gabriela Mendoza (TW) • Trinidad Isabel Ramírez Aliste • Sofía Fiorella Rojas Mangini • Mariana De Jesús Santa María Illanes • Nicole Zepeda Gaete[9]

- SMAM 2019: María Eliana Apaza Sepúlveda • Paula Ninoska Bermúdez Veneros • Camila Andrea Carvajal Contreras • Pía Dominguez Alvear • Valentina Jesús Henríquez Herrera (TW) • Gabriela del Pilar Mancilla Dávila • Gabriela Mendoza (TW) • Trinidad Isabel Ramírez Aliste • Sofía Fiorella Rojas Mangini • Mariana De Jesús Santa María Illanes • Nicole Zepeda[10]

- SMAM 2022: Camila Andrea Carvajal Contreras • Mariana Centellas • Pía Dominguez Alvear • Valentina Jesús Henríquez Herrera (TW) • Gabriela del Pilar Mancilla Dávila • Trinidad Isabel Ramírez Aliste • Sofía Fiorella Rojas Mangini • Mariana De Jesús Santa María Illanes • Jael Warschawsky Ernst • Nicole Zepeda Gaete[11]

- GT 2023: Rafaela Arias • Paula Ninoska Bermúdez Veneros • Mariana Centellas • Camila Andrea Carvajal Contreras • Pía Dominguez Alvear • Fernanda del Solar • Trinidad Isabel Ramírez Aliste • Agystina Rosales • Mariana De Jesús Santa María Illanes • Jael Warschawsky Ernst[12]

## Trainer
| Cheftrainer/in - 2008: Emil Feuchtmann - 2016–2018: Luna Paz Hernández Correa - seit 2019: Pamela Del Carmen Flores Catalán | Co-Trainer/in - 2008: Roberto Garces - seit 2019: „Jhu“ Everton Monteiro Da Rocha |